# Mabouya Island
Mabouya Island ist eine kleine, zu Grenada gehörende unbewohnte Insel der Kleinen Antillen in der Karibik direkt vor der Nordwestküste der Insel Carriacou.

## Geographie
Die Insel liegt unmittelbar vor der Nordwestküste von Carriacou, vor der Paradise Beach von L’Esterre. Sie bildet zusammen mit Sandy Island und den Caps Point Cistern und Lauriston Point die Begrenzung der L’Esterre Bay (Fijay Bay). Die Südkante der Insel erstreckt sich von Westen nach Osten und die Insel zieht sich von dort nach Norden in die Karibik hinein. Der Nordwestliche Teil erhebt sich bis auf ca. 20 m.